# Departamento de Totonicapán
Totonicapán, (del náhuatl «totonilco» (español: «agua caliente») y «pan» (español: arriba) por lo que significa «arriba en el agua caliente»), oficialmente el Departamento de Totonicapán, es el décimo quinto departamento que conforma Guatemala, situado en la región sur-occidental del país. Limita al norte con el departamento de Huehuetenango; al sur con el departamento de Sololá; al este con el departamento de Quiché; y al oeste con el departamento de Quetzaltenango. La cabecera departamental se encuentra a una distancia de 203 kilómetros, aproximadamente, de la ciudad capital.
La región que ocupa el moderno Totonicapán, fue la segunda provincia en importancia del señorío Quiché gobernado desde Q'umarkaj durante la época precolombina y durante la época colonial fue parte del corregimiento del mismo nombre. En 1820, hacia el final de la colonia, una revuelta indígena dirigida por Atanasio Tzul se alzó contra las autoridades peninsulares y criollas, pero fue reprimida por milicianos ladinos.
Tras la Independencia de Centroamérica en 1821 fue parte del departamento Totonicapán/Huehuetenango.  En 1838, la ciudad de Totonicapán fue instrumental para la creación del Estado de Los Altos, el cual fue aprobado por el Congreso de la República Federal de Centro América en ese mismo año; los criollos liberales de la región querían establecer su propio estado con un puerto en Champerico y con la frontera con México, pero manteniendo los impuestos indígenas y las leyes laicas que habían implementado en Guatemala durante el gobierno de Mariano Gálvez y que condujeron al estallido social del campesinado que se alzó contra los «herejes» liberales que habían expulsado a las órdenes monásticas y entablado negocios con los ingleses protestantes.  Esto hizo que hubiera constantes revueltas campesinas en Los Altos, y tensión con Guatemala, hasta que las hostilidades estallaron en 1840, y el general conservador mestizo Rafael Carrera recuperó la región para Guatemala.
El departamento de Totonicapán/Huehuetenango permaneció como tal hasta el 12 de agosto de 1872, cuando la Revolución Liberal de 1871 ya había triunfado seis años después de la muerte del general Carrera; en ese fecha el gobierno de facto del presidente provisorio Miguel García Granados creó el nuevo departamento de Quiché tomando gran parte de los extensos territorios de Totonicapán/Huehuetenango y Sololá/Suchitepéquez.

## Toponimia
Muchos de los nombres de los municipios y poblados de Guatemala constan de dos partes: el nombre del santo católico que se venera el día en que fueron fundados y una descripción con raíz náhuatl; esto se debe a que las tropas que invadieron la región en la década de 1520 al mando de Pedro de Alvarado estaban compuestas por soldados españoles y por indígenas tlaxcaltecas y cholultecas. El topónimo «Totonicapán» proviene del náhuatl, derivado de las palabras «totonilco» (español: «agua caliente») y «pan» (español: arriba) por lo que significa «arriba en el agua caliente».

## Historia
La antigua Totonicapán, fue la segunda provincia en importancia del señorío Quiché gobernado desde Q'umarkaj (Utatlán). Fue fundada en las fértiles planicies de Patzac. Se cree que la antigua población se llamó Otzoyá, que quiere decir lugar de los Pescaditos, sin embargo no se ha encontrado vestigios de la misma.
Después de cierto tiempo dejaron este lugar y se asentaron en el llamado Chuimequená (lugar del agua caliente), que es el nombre con el que se le conoce entre los indígenas. Posteriormente se trasladó al lugar donde se encuentra actualmente, muy cerca del antiguo Chuimequená.

### Levantamiento indígena de Totonicapán
A principios del siglo xix, Totonicapán formó parte de la provincia del mismo nombre o también llamada Huehuetenango. En su territorio, durante la época colonial, estallaron los motines de indígenas más trascendentales del Reino de Guatemala. Un suceso que es necesario mencionar es que en julio de 1820, estalló entre los indígenas de Totonicapán, participando los municipios de Momostenango, Santa María Chiquimula, San Francisco el Alto, San Andrés Xecul, San Bartolo Aguas Calientes, San Cristóbal Totonicapán y la propia cabecera, una sublevación en la que desconocieron a las autoridades españolas, la cual fue encabezada por Atanasio Tzul y Lucas Aguilar, coronando a Tzul como rey de los K'iche's. Desde entonces se reconoce a la cabecera como Ciudad Prócer. Esta sublevación se atribuye especialmente a la imposición de los Reales Atributos que habían sido suprimidos por la Constitución liberal de Cádiz de 1812 pero que habían sido restituidos cuando el rey Fernando VII reinstaló el absolutismo en España en 1816. Durante el levantamiento, Atanasio Tzul se puso la corona del señor San José y a su esposa, Felipa Soc, le puso la corona de Santa Cecilia. El Reinado de Tzul duró solamente 29 días, pero fueron de zozobra para los criollos, a quienes amenazó con darles muerte.

### Tras la independencia de Centroamérica
En 1822, tras la Independencia de Centroamérica en septiembre anterior y la anexión al imperio mexicano de Agustín de Iturbide, se dividió el territorio centroamericano en tres comandancias generales, siendo una de ellas la de Chiapas, a la cual pertenecía la Alcaldía Mayor de Totonicapán. Tras derrumbarse el imperio de Iturbide en 1823, se formaron las Provincias Unidas del Centro de América, de las que pasó a formar parte Totonicapán puesto que Chiapas permaneció anexado a México. 
El Estado de Guatemala fue definido de la siguiente forma por la Asamblea Constituyente de dicho estado que emitió la constitución del mismo el 11 de octubre de 1825: «el estado conservará la denominación de Estado de Guatemala y lo forman los pueblos de Guatemala, reunidos en un solo cuerpo.  El estado de Guatemala es soberano, independiente y libre en su gobierno y administración interior.»
Totonicapán/Huehuetenango fue uno de los departamentos originales del Estado de Guatemala en 1825; su cabecera era el municipio de Totonicapán e incluía a los municipios de Momostenango, Nebaj, Huehuetenango, Malacatán, Soloma, Jacaltenango, y Cuilco.
| Circuito      | Poblados |
| ------------- | --- |
| Totonicapán   | San Cristóbal, Shejul, Vobos, San Carlos Sija y San Francisco. |
| Huehuetenango | - Colotenango - Chiantla - Aguacatán - Chalchitán - la Cordillera - Moscoso - Todos Santos - San Martín - el Trapichillo - Guaylá - Nectá - Usumacinta - San Ildefonso Ixtahuacán - Ichil - Santa Bárbara - Malacatán - San Ramón - San Lorenzo - Santa Isabel - San Sebastián - San Juan Atitán - Santiago Chimaltenango |
| Jacaltenango  | - Jacaltenango - Santa Ana Huista - San Antonio Huista - San Andrés - San Marcos - Concepción - Nentón - Petatán - Acatán - Iscoy - San Sebastián Coatán - Santa Eulalia - Istatán - Ishcán - Ixcacao - Sajnabac - Paduano - Cajtavi - Lo de Alvarado - Tierra Negra - Montenegro                                         |

Conformación de los Distritos del Estado De Guatemala tras la independencia del Reino de Guatemala de España.
| - Mapa de Guatemala en 1839, elaborado por el arquitecto británico Frederick Catherwood, quien visitó Guatemala en compañía del explorador estadounidense John Lloyd Stephens en comisión del presidente de los Estados Unidos, Martin Van Buren. - La Asamblea Legislativa del recién creado Estado de Guatemala estableció los distritos para impartir justicia en su territorio en 1825, y Totonicapán fue sede del circuito del mismo nombre en el distrito N.° 9 (Totonicapán); a este circuito pertenecían también Salcajá, San Cristóbal, Shejul, Vobos, San Carlos Sija y San Francisco. |

Posteriormente, el 15 de febrero de 1838 se formó el Estado de Los Altos o Sexto Estado, en donde los indígenas fueron obligados a pagar tributos que ya no estaban vigentes en el Estado de Guatemala. El 19 de marzo de 1840, el Estado de Guatemala -ya controlado por los conservadores y el líder campesino Rafael Carrera y Turcios recuperó el Estado de Los Altos.
El departamento moderno fue creado por decreto n.º 72 del 12 de agosto de 1872 durante el gobierno liberal del general Miguel García Granados.

### Creación del departamento moderno
El área que comprende el moderno departamento de Quiché estaba distribuida hasta 1872 entre los departamentos de Sololá/Suchitepéquez y Totonicapán/Huehuetenango;  tras la Reforma Liberal de 1871, el presidente de facto provisiorio Miguel García Granados dispuso crear el departamento de Quiché para mejorar la administración territorial de la República; el texto del decreto es el siguiente:
| Decreto N.º 72 Considerando, que la grande extensión que hoy tienen los Departamentos de Sololá y Totonicapán hace ineficaz la acción de las autoridades, y que es conveniente para remediar este mal y atender al mejor servicio público de aquellos pueblos, la creación de un nuevo Departamento, tengo a bien decretar y DECRETO: 1. Se establece un nuevo Departamento, que denominará Quiché, cuya cabecera es la villa de este nombre. 2. Componen este departamento loas poblaciones siguientes: Joyabaj, Lemoa, Santo Tomás, Chichicastenango, Chinic, Chiché (Quiché), San Pedro Jocopilas, San Andrés Joyabajá, Cunem, San Miguel Uspantán, Cotzal, Chujuyup, Patzité, San Bartolo Jocotenango, Sacapulas, Nebaj, Chajul, Caniyá y Sacualpa. 3. En consecuencia, el Departamento de Sololá queda con los pueblos siguientes: villa de Sololá, cabecera, San José Chacallá, San Andrés Semetabaj, Concepción, Panajachel, San Jorge, Santa Cruz, Santa Lucía Utatlán, Santa Clara, Santa Bárbara, San Juan de los Leprosos, Visitación, San Pedro, San Juan, an Pablo, San Marcos, Atitlán, San Lucas Tolimán, San Antonio Palopó, Santa Catarina Palopó y Patulul. 4. El Departamento de Totonicapán se compone de los pueblos siguientes: Totonicapam, ciudad cabecera, San Cristóbal, San Andrés Xecul, San Francisco El Alto, San Carlos Sija, San Antonio Sija, San Bartolo Agua Caliente, Calel, Momostenango, Santa María Chiquimula, San Antonio Ilotenango, Nagualá, Santa Catarina Ixtahuacán y Santo Tomás Perdido, en la costa de Suchitepéquez. Dado en Guatemala, a doce de agosto de mil ochocientos setenta y dos, —Miguel García Granados secretario del Interior, Gobernación y Negocios Eclesiásticos: Marco Aurelio Soto. Tomado de: Recopilación: Las leyes emitidas por el gobierno democrático de la República de Guatemala, 1871-1881. |

### Área y población durante el gobierno de Justo Rufino Barrios
En la siguiente tabla, tomada de la Guía Appleton para México y Guatemala de 1884, se muestra el área, cabecera y la población estimada de Totonicapán durante el gobierno de Justo Rufino Barrios, comparada con el departamento de Guatemala y con el resto del país:
| Departamento    | Área (millas²) | Población | Cabecera    | Población |
| --------------- | -------------- | --------- | ----------- | --------- |
| Totonicapán     | 700            | 114 000   | Totonicapán | 25 000    |
| Guatemala       | 700            | 100 000   | Guatemala   | 50 000    |
| Total República | 50 600         | 1 198 500 |             |           |

## Geografía física
El Departamento de Totonicapán se encuentra situado en la Región Sur Occidental de Guatemala. Limita al Norte con el departamento de Huehuetenango; al Este con el Departamento de Quiché; al Sur con el Departamento de Sololá; y al Oeste con el Departamento de Quetzaltenango, la cabecera departamental se encuentra a una distancia de 203 kilómetros aproximadamente, de la ciudad capital. Cuenta con una extensión territorial de 1,061 km². El Departamento de Totonicapán se ubica a una altitud de 2,495 m.s.n.m (metros sobre el nivel del mar), y sus coordenadas son: Latitud N 14°54′42.01″ y Longitud O 91°21′40″.

### Hidrografía
Totonicapán es irrigado por la vertiente de varios ríos, entre estos podemos mencionar al Pachac, Las Palmeras, Sajcocolaj, Patzotzil, Huacol y Pajá, y el río Samalá que es el más importante.

### Orografía
Este departamento se encuentra situado en el altiplano occidental, y lo atraviesan ramificaciones de la Sierra Madre. En él se pueden apreciar además, las montañas Cuxliquel, Campanabaj y otras.

### Clima
Este departamento posee extensiones frías y solamente en municipios como Santa María Chiquimula y Momostenango tienen pequeños sectores templados. Cabe mencionar que en Totonicapán se forman vientos y neblinas que forman en determinados días, una especie de llovizna que localmente se conoce como "Salud del Pueblo", poseyendo en general un clima agradable y grato.

### Zonas de vida vegetal
A pesar de ser un departamento que se encuentra en el altiplano occidental del país, en Totonicapán pueden apreciarse dos zonas topográficas:
- Bosque Muy Húmedo Montano Bajo Subtropical bmh-MB
- Bosque Muy Húmedo Montano Subtropical bmh-M

### Áreas protegidas
En Totonicapán se encuentran las áreas protegidas: parque nacional Riscos de Momostenango con 240 ha, la cual es administrada por CONAP, y la reserva biológica del Volcán Cuxliquel, con una superficie no definida, la cual también es administrada por CONAP.
Además existe el parque Ecológico llamado el Aprisco, administrado por autoridades Municipales y Comunales.

### Vías de comunicación
Su principal vía de comunicación es la carretera Interamericana CA-1 que proviene de Sololá, así como las rutas nacionales 1 y 9.
Según datos obtenidos en la Dirección General de Caminos, hasta 1997, este departamento cuenta con 92 km de asfalto, 142 km de terracería, y 353 km de caminos rurales.

### Geología
En Totonicapán, se pueden encontrar en gran parte de su territorio, rocas volcánicas sin dividir. Predominantemente Mio-Plioceno, incluye tobas, coladas de lava, material laharico, y sedimentos volcánicos, del período terciario (TV). Así mismo también se encuentra un área del período cuaternario, donde predominan los rellenos y cubiertas gruesas de ceniza y pómez de origen diverso (Qp).

### Uso actual de la tierra
En el departamento de Totonicapán por el clima frío que predomina, siembran gran diversidad de cultivos anuales, permanentes o semipermanentes, encontrándose entre estos los cereales como el trigo, granos básicos como el maíz y el frijol, hortalizas, árboles frutales, etc.. Además por las cualidades con que cuenta el departamento, algunos de sus habitantes se dedican a la crianza de varias clases de ganado destacándose el ovino, entre otros; dedicando parte de estas tierras para el cultivo de diversos pastos que sirven de alimento a los mismos. La existencia de bosques, ya sean estos naturales, de manejo integrado, mixtos, etc., compuestos de variadas especies como bosques densos y dispersos de coníferas como el pinabete blanco y rojo, que en la actualidad se encuentran en peligro de extinción por la tala inmoderada y la falta de control de sus cortes.

### Capacidad productiva de la tierra
La capacidad productiva de la tierra se define a través de las distintas prácticas agrícolas, pecuarias, forestales, análisis de laboratorio, topografía del terreno, profundidad, rocosidad, etc., determinando de esta manera la forma más apta en que se puede aprovechar un área de terreno. A través de estas formas o prácticas, se han clasificado los niveles de productividad de la tierra, siendo para Guatemala 8 los niveles de clasificación.
En Totonicapán predominan 3 niveles que son:
- El nivel IV, que son tierras cultivables sujetas a severas limitaciones permanentes, no aptas para el riego, salvo en condiciones especiales, con topografía plana, ondulada o inclinada aptas para pastos y cultivos perennes, requieren prácticas intensivas de manejo, con una productividad de mediana a baja.

- El nivel VI consta de tierras no cultivables, salvo para cultivos perennes y de montaña, principalmente para fines forestales y pastos, con factores limitantes muy severos, con profundidad y rococidad, de topografía ondulada fuerte y quebrada, y fuerte pendiente.

- El nivel VII abarca las tierras no aptas para el cultivo, aptas para fines o uso de explotación forestal, de topografía muy fuerte y quebrada con pendiente muy inclinada.

## División política
Este departamento se encuentra conformado por los siguientes municipios:
| 1. Momostenango 2. San Andrés Xecul 3. San Bartolo 4. San Cristóbal Totonicapán 5. San Francisco El Alto 6. Santa Lucía La Reforma 7. Santa María Chiquimula 8. Totonicapán |

### Población de Totonicapán según municipio
| N. | Municipio                   | Población (2018) |
| -- | --------------------------- | ---------------- |
| 1  | Momostenango                | 105,617          |
| 2  | Totonicapán                 | 103,952          |
| 3  | San Francisco El Alto       | 57,894           |
| 4  | Santa María Chiquimula      | 55,013           |
| 5  | San Cristóbal Totonicapán   | 36,119           |
| 6  | San Andrés Xecul            | 26,984           |
| 7  | Santa Lucía La Reforma      | 22,378           |
| 8  | San Bartolo Aguas Calientes | 10,612           |
| -  | Totonicapán                 | 418,569          |

## Desarrollo
El informe de desarrollo humano publicado en 2022, La celeridad del cambio, una mirada territorial del desarrollo humano 2002 – 2019, donde se observó el cambio y el avance que ha habido en el país entre 2002 y 2019 . El Departamento de Totonicapán se ubica en el décimo noveno puesto entre los 22 departamentos de Guatemala. Totonicapán es el cuarto departamento menos desarrollado de Guatemala, sin embargo, eso no impidió que haya sido uno de los departamentos con más crecimiento entre el 2002 y 2018 teniendo pasando de tener 0,468 a 0,590. Totonicapán tiene 2 municipio con IDH Bajo y 6 con IDH Medio , siendo Totonicapán el más desarrollado con 0,666 y el menos desarrollado Santa Lucía La Reforma con un desarrollo bajo de 0,505.
| N. | Municipio                   | IDH 2018 | IDH 2002 |
| -- | --------------------------- | -------- | -------- |
| 1  | Totonicapán                 | 0,666    | 0,559    |
| 2  | San Cristóbal Totonicapán   | 0,629    | 0,519    |
| 3  | San Andrés Xecul            | 0,615    | 0,479    |
| 4  | San Francisco El Alto       | 0,601    | 0,484    |
| 5  | San Bartolo Aguas Calientes | 0,596    | 0,504    |
| 6  | Momostenango                | 0,584    | 0,465    |
| 7  | Santa María Chiquimula      | 0,530    | 0,381    |
| 8  | Santa Lucía La Reforma      | 0,505    | 0,360    |
| -  | Totonicapán                 | 0,590    | 0,468    |

| N. | Municipio                   | IDH Según Indicadores | IDH Según Indicadores | IDH Según Indicadores |
| N. | Municipio                   | Salud                 | Educación             | Nivel de Vida         |
| -- | --------------------------- | --------------------- | --------------------- | --------------------- |
| 1  | Totonicapán                 | 0,853                 | 0,532                 | 0,651                 |
| 2  | San Cristóbal Totonicapán   | 0,828                 | 0,482                 | 0,623                 |
| 3  | San Andrés Xecul            | 0,829                 | 0,465                 | 0,604                 |
| 4  | San Francisco El Alto       | 0,810                 | 0,446                 | 0,601                 |
| 5  | San Bartolo Aguas Calientes | 0,812                 | 0,453                 | 0,576                 |
| 6  | Momostenango                | 0,798                 | 0,439                 | 0,568                 |
| 7  | Santa María Chiquimula      | 0,754                 | 0,350                 | 0,564                 |
| 8  | Santa Lucía La Reforma      | 0,736                 | 0,323                 | 0,541                 |
| -  | Totonicapán                 | 0,802                 | 0,436                 | 0,591                 |

### Población que vive en el departamento según IDH
| N. | Municipio                   | IDH 2018 | Población | Según Desarrollo |
| -- | --------------------------- | -------- | --------- | ---------------- |
| 1  | Totonicapán                 | 0,666    | 103,952   | 341,178          |
| 2  | San Cristóbal Totonicapán   | 0,629    | 36,119    | 341,178          |
| 3  | San Andrés Xecul            | 0,615    | 26,984    | 341,178          |
| 4  | San Francisco El Alto       | 0,601    | 57,894    | 341,178          |
| 5  | San Bartolo Aguas Calientes | 0,596    | 10,612    | 341,178          |
| 6  | Momostenango                | 0,584    | 105,617   | 341,178          |
| 7  | Santa María Chiquimula      | 0,530    | 55,013    | 77,390           |
| 8  | Santa Lucía La Reforma      | 0,505    | 22,378    | 77,390           |
| -  | Totonicapán                 | 0,590    | 0,590     | 0,590            |

## Costumbres y tradiciones
Su profunda religiosidad se observa en las manifestaciones espirituales propiamente dichas, sino en el liderazgo de los guías de la comunidad (sacerdotes mayas) que conocen el lenguaje del copal y las hierbas sacras, y ejercen una influencia significativa dentro de la comunidad.
Se celebra una fiesta en la cabecera departamental que es a la cabecera municipal, en honor al santo patrono San Miguel Arcángel en el mes de septiembre, siendo el 29 el día principal.
En el aspecto folclórico, en Totonicapán se presentan varios bailes típicos como: la conquista, el torito, el venado, los enmascarados, gracejos, los vaqueros, los xacaljotes, los pascarines, los moros y cristianos, y otros. Algo importante es la celebración del Wakxaquib Batz, del cual se hace especial mención en el municipio de Momostenango.

## Religión
Las religiones actuales en esta región tienen influencia de las culturas originarias conocidas como Mayas, y las religiones extranjeras cristiana protestante, cristiana católica y judaísmo siendo este último un grupo minorista.

## Idiomas
El idioma indígena predominante en todo el departamento de Totonicapán es el Quiché, pero muchos también hablan el español. Los idiomas que se usan también son el kakchiquel, el mam y otros más.

## Economía
Totonicapán es uno de los principales productores de artesanías populares, las cuales tienen gran demanda por su variedad y calidad.
Es famoso por sus tejidos, entre ellos, los ponchos de Momostenango, los trabajos en cerámica mayólica, tradicional, vidriada y pintada; y la elaboración de productos en madera.
Este departamento posee una amplia producción de hilo jaspeado que se comercializa en el resto del país, así como la elaboración de cajitas pintadas con colores brillantes, empleadas para envasar dulces.
Se dedican al cultivo de diversos productos como maíz, frijol, avena, trigo, cebada y frutas como manzanas, ciruelas y granadillas.
Además existen grandes extensiones de bosques de pinabete blanco y rojo, pero se están extinguiendo debido a la tala inmoderada de árboles y a la falta de control en su corte.
Por encontrarse en una región montañosa, en varias laderas empinadas, especialmente del municipio de Totonicapán y cercanas a la cabecera, desde hace años se ha introducido el cultivo en curvas de nivel, especialmente con el trigo.
La producción pecuaria que posee este departamento, se basa en grandes rebaños de ovejas de donde se obtiene la lana que se utiliza para la elaboración de tejidos.
En el departamento de Totonicapán (del 100% de su población) tiene un 77.5% en pobreza o un 41.1% en pobreza extrema según datos del PNUD 2014. 

## Centros turísticos y arqueológicos
Totonicapán es reconocido porque cuenta con atractivos naturales como los baños de aguas termales y los riscos de Momostenango, el cual por su característica especial, fue declarado parque nacional por su importancias que se le da a la cultura.
La cabecera departamental tiene un lugar con Exuberante belleza natural, por ejemolo en el paraje Chuipachec a 5 km del Departamento (salida antigua carretera al Quiche) encontramos: el sendero ecológico El Aprisco que ofrece un recorrido y contacto directo con la naturaleza, con la Flora y la fauna del lugar,el cual es admininistrado por una asociación privada; unos pocos kilómetros más adelante encontramos la comunidad de Chomazan la cual también tiene una reserva comunal con restaurante administrado por ésta comunidad.Es un ejemplo que  resalta la importancia del cuidado y conservación de nuestro entorno natural.
Otro de los atractivos para los visitantes, es la iglesia ubicada en San Andrés Xecul, de estilo arquitectónico barroco popular, la cual fue construida en la primera mitad del siglo XVII y que entrelaza en su fachada especialmente, la cultura indígena con la criolla en más de 250 figuras.